# Monochaetoscinella anonyma
Monochaetoscinella anonyma är en tvåvingeart som först beskrevs av Samuel Wendell Williston  1896.  Monochaetoscinella anonyma ingår i släktet Monochaetoscinella och familjen fritflugor. Inga underarter finns listade i Catalogue of Life.